# L'Univers (La Caste des Méta-Barons)
Pour les articles homonymes, voir Univers (homonymie).
L'Univers est le deuxième album hors-série de la série La Caste des Méta-Barons, sorti en mars 2001, conçu et édité par Yéti Entertainment. C'est un album écrit et dessiné par un collectif d'artistes sur l'univers de La Caste des Méta-Barons, avec la participation d'Alejandro Jodorowsky.

## Résumé
Cet album aborde tous les sujets pouvant toucher le monde et l'univers des Méta-Barons. Il traite de historique de la famille, en passant par l'univers (mondes et planètes), la technologie ou les montres ou ennemis des Méta-Barons, dans le but de dépeindre tout ce qui peut avoir trait à ce monde.
Il se divise en six grandes parties détaillant (et appelées) :
1. L'univers humain
2. La société
3. L'espace
4. Les non-humains
5. La métaphysique
6. La technologie
7. Annexes

## Auteurs
Cet album hors-série a été créé par un collectif d'artistes, avec la participation d'Alejandro Jodorowsky. Cette équipe a été composée par Yéti.
La liste d'artistes ci-dessous ayant participé à ce projet est non exhaustive
Conception, rédaction et réalisation
Julien Blondel, Fred Le Berre, Kurt MacClung, Marc Prudhomme
Design
Régis Haghebaert, Stéphane Martinez, David Panzo
Conception graphique
Régis Haghebaert, Virginie Bréham, Christophe Bonneterre, Olivier Hug, David Panzo
Couverture
Travis Charest
Illustrations
Cyril Adam, Georges Bess, Bernard Bittler, Aleksi Briclot, Silvio Cadelo, Juan Gimenez, Boris Golzio, François Le Cocq, Éric Liberge, Zoran Janjetov, Régis Maillet, Thierry Masson, Emmanuel Michalak, Mœbius, Richard Marazano, Gérald Parel
Couleurs
Studio Beltran, Guillaume Bessis, Philippe Guinot, Walter Le Brec, Agnès Moreau, Pascal Pontoire

## Publication
- Yéti Entertainment, mars 2001,  (ISBN 2-88461-296-3)